# 龙泉驿火车站 (地铁)
龙泉驿火车站位于中华人民共和国四川省成都市龙泉驿区桃都大道西端，是成都地铁2号线建设中的一座车站，预计于2026年开通。

## 车站概要
为配合中国铁路十陵南站的兴建，2号线改線加站，新增此站。规划建设期间，本站曾用名“龙泉站”。

## 车站结构
龙泉驿火车站为地下一层、地上三层侧式站台高架车站，总建筑面积为18539平方米、总长为137.2米、车站标准段宽52.55米，地面部分建筑高度23.98米。本站采用了地下空间与地面公园融合的设计。
本站与30号线龙泉驿火车站南站之间需出站换乘。

## 出入口信息
龙泉驿火车站共设置3个出入口，其中A出入口位于车站北侧的站前广场，B、C出入口分别布置于车站南北两侧空地。A出入口距离十陵南站进站口较近。

## 大事记
- 2025年7月17日，龙泉驿火车站主体结构封顶。[2]
- 2025年7月21日，成都市民政局发布公告，本站命名为“龙泉驿火车站”。[1]